# Gruppe der rationalen Punkte auf dem Einheitskreis
Die Gruppe der rationalen Punkte auf dem Einheitskreis {\displaystyle C(\mathbb {Q} )} besteht aus den Punkten {\displaystyle (x,y)} mit rationalen Koordinaten, für die {\displaystyle x^{2}+y^{2}=1} gilt. Die Menge dieser Punkte ist eng mit den primen pythagoräischen Tripeln verwandt. Ist ein primitives rechtwinkliges Dreieck mit ganzzahligen teilerfremden Seitenlängen {\displaystyle a,b,c} gegeben, wobei {\displaystyle c} die Hypotenuse ist, dann gibt es auf dem Einheitskreis den rationalen Punkt {\displaystyle ({\tfrac {a}{c}},{\tfrac {b}{c}})}. Ist umgekehrt {\displaystyle (x,y)} ein rationaler Punkt auf dem Einheitskreis, dann gibt es ein primitives rechtwinkliges Dreieck mit den Seiten {\displaystyle xc,yc,c}, wobei {\displaystyle c} das kleinste gemeinsame Vielfache der Nenner von {\displaystyle x} und {\displaystyle y} ist.  

## Gruppenoperation
Die Menge der rationalen Punkte bildet eine unendliche Abelsche Gruppe. Das neutrale Element ist der Punkt {\displaystyle (1,0)}. Die Gruppenoperation oder „Summe“ ist {\displaystyle (x,y)+(t,u)=(xt-uy,xu+yt)}. Geometrisch ist dies die Winkeladdition, wenn  {\displaystyle x=\cos(\alpha )} und {\displaystyle y=\sin(\alpha )}, wobei {\displaystyle \alpha } der Winkel des Radiusvektors {\displaystyle (x,y)} mit dem Radiusvektor {\displaystyle (1,0)} im mathematisch positiven Sinne ist. Wenn also {\displaystyle (x,y)} und {\displaystyle (t,u)} jeweils mit {\displaystyle (1,0)} die Winkel {\displaystyle \alpha } und {\displaystyle \beta } bilden, ist deren Summe {\displaystyle (xt-uy,xu+yt)} der rationale Punkt auf dem Einheitskreis mit dem Winkel {\displaystyle \alpha +\beta } im Sinne der gewöhnlichen Addition von Winkeln.
Identifiziert man jeweils den Punkt {\displaystyle (x,y)} mit der komplexen Zahl {\displaystyle x+yi}, so entspricht die Addition in  {\displaystyle C(\mathbb {Q} )}  der Multiplikation in {\displaystyle \mathbb {C} }.

## Gruppenstruktur
Die Gruppe {\displaystyle C(\mathbb {Q} )} ist isomorph zu einer unendlichen direkten Summe von zyklischen Untergruppen von {\displaystyle C(\mathbb {Q} )}:
{\displaystyle C(\mathbb {Q} )\cong C_{2}\oplus \left(\bigoplus _{p\in \mathbb {P} , \atop p\equiv 1{\pmod {4}}}C_{p}\right),}
wobei {\displaystyle C_{2}} die durch {\displaystyle (0,1)} erzeugte Untergruppe ist, und die {\displaystyle C_{p}} jene Untergruppen sind, die von Punkten der Form {\displaystyle \left({\tfrac {a^{2}-b^{2}}{p}},{\tfrac {2ab}{p}}\right)} mit {\displaystyle a,b\in \mathbb {N} ,a>b>0,a^{2}+b^{2}=p} erzeugt werden, wobei {\displaystyle p} eine Pythagoreische Primzahl ist.
Diese Aussage ist eine Anwendung von Hilberts Satz 90 auf das Problem der rationalen Punkte auf dem Einheitskreis, siehe dazu bei: Lin Tan.